# Here Comes the Sun
Here Comes the Sun é uma canção dos Beatles composta por George Harrison, que foi lançada no álbum Abbey Road de 1969. A gravação teve início em 7 de julho de 1969 e foi concluída em 19 de agosto de 1969.
George Harrison canta, toca violão, guitarra, sintetizador moog, e bate palmas. Paul McCartney faz o coro, toca baixo, e bate palmas. Ringo Starr toca bateria e bate palmas. Por estar se recuperando de um acidente de carro, John Lennon não participou desta música. Houve também a participação de instrumentos de orquestra: quatro violas, quatro violoncelos, um baixo, dois pícolos, duas  flautas, duas flautas alto e duas clarinetas.
Segundo George, foi "composta numa manhã ensolarada" na mansão de Eric Clapton. Como em "If I Needed Someone", outra composição dele, um solo de guitarra soa durante toda a música. É uma das canções mais famosas e regravadas dos Beatles, já ganhando até versão orquestrada de flautas. 